# Landsdelsscene

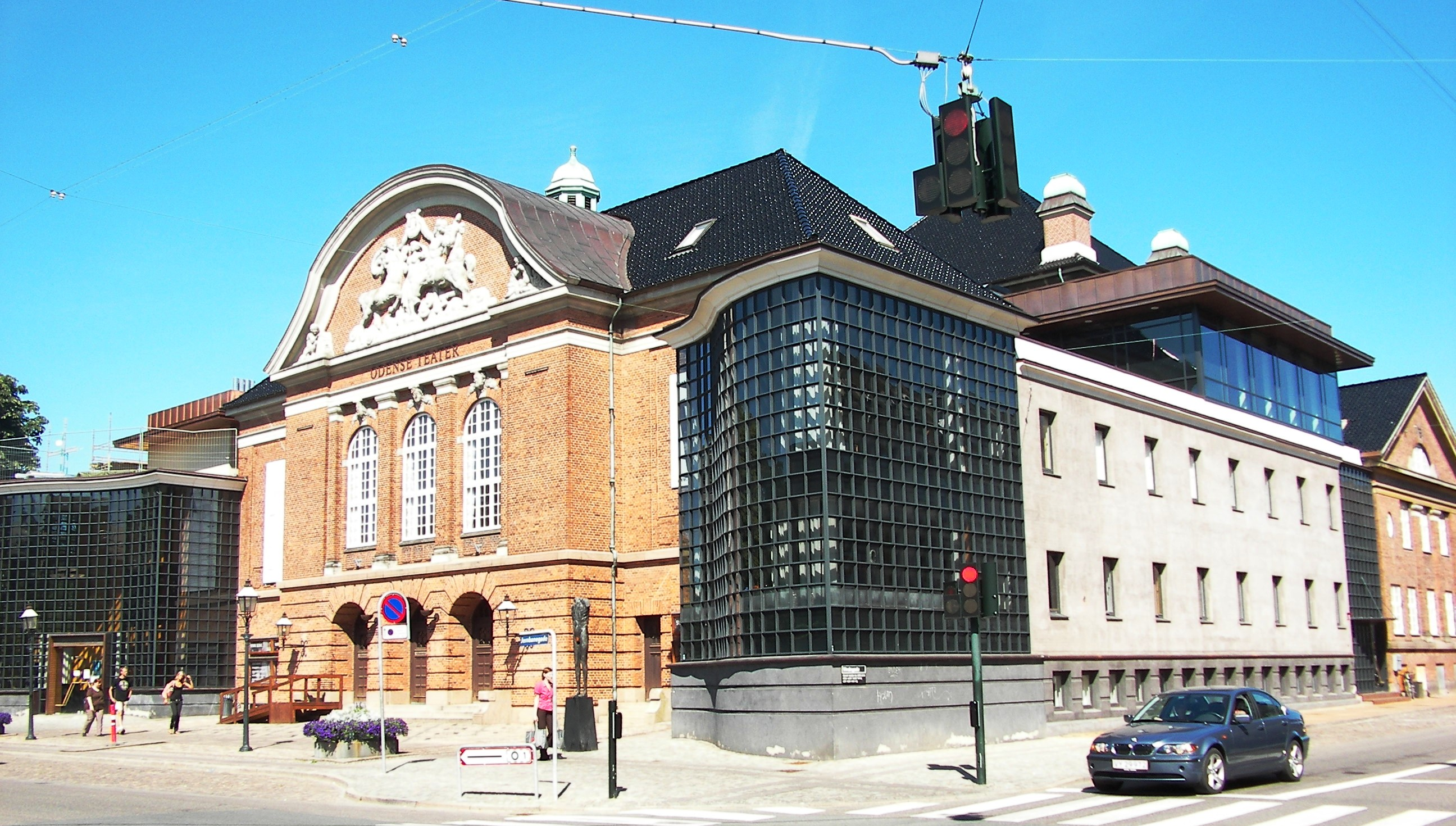
Odense Teater in Odense von 1796

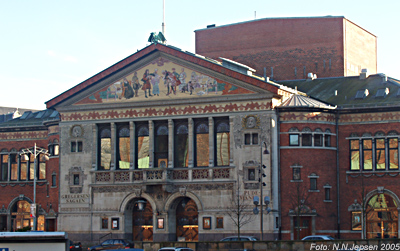
Aarhus Teater in Aarhus von 1900

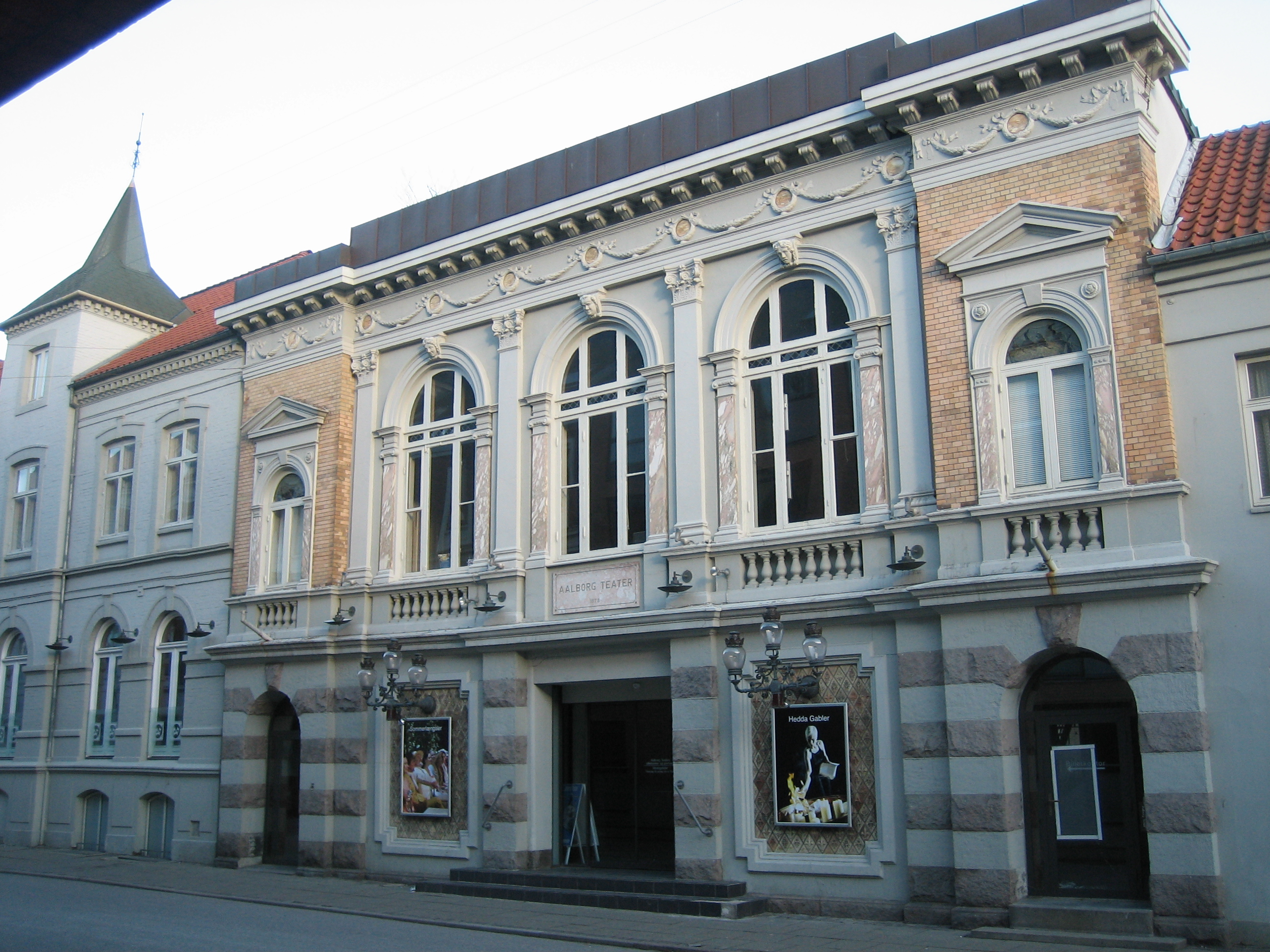
Aalborg Teater in Aalborg von 1878

Als Landsdelsscene (dänisch für Regionaltheater) werden die drei größten Theater Dänemarks außerhalb Kopenhagens bezeichnet: das Odense Teater, das Aarhus Teater und das Aalborg Teater.

## Hintergrund
Die drei Theater bieten ein breitgefächertes Repertoire traditioneller und experimenteller Theaterformen. Eine Gemeinsamkeit der Theater ist, dass sie ihr ständiges Ensemble oft mit Gastschausspielern ergänzen. Die ehemals von Ämtern und Gemeinden bezuschussten Theater erhalten seit der Kommunalreform 2007 ausschließlich staatliche Subventionen.

## Regionaltheater des Großraums Kopenhagen
Die frühere Den Storkøbenhavnske Landsdelsscene (Regionaltheater der Metropolenregion Kopenhagen), kurz DSL, wird heute nicht mehr zum Kreis der Landsdelsscenen gezählt. Die DSL war eine Dachorganisation für etwa ein Dutzend Theater in Kopenhagen und existierte von 1976 bis 1991. Danach wurde sie von der Det Storkøbenhavnske Teaterfællesskab (Theatergemeinschaft der Metropolenregion Kopenhagen), kurz DST, ersetzt. 2005 erfolgte im Zuge der Kommunalreformen schließlich die Umwandlung in die Organisation Københavns Teater (Kopenhagener Theater), die derzeit fünf Theater mit ca. 30 Bühnen verwaltet.